# Last Armageddon
Last Armageddon (ラストハルマゲドン) est un jeu vidéo de rôle développé par Advance Communication Company et Braingrey.Mind, édité par Yutaka. Il est sorti en 1988 sur DOS, FM Towns, MSX, PC-88, PC-Engine, X68000 et NES.